# Madagascar (jogo eletrônico)
Madagascar é um jogo de plataforma baseado no filme de animação de mesmo nome de Eric Darnell e Tom McGrath, produzido pela DreamWorks. O jogo foi lançado em 24 de maio de 2005 na América do Norte e em 30 de junho de 2005 na Europa. As versões GameCube, PlayStation 2 e Xbox foram desenvolvidas pela Toys for Bob. A versão de Microsoft Windows foi desenvolvida por Beenox e as versões de Nintendo DS e Game Boy Advance foram desenvolvidas por Vicarious Visions. Todas as versões do jogo foram publicadas pela Activision.  Madagascar: Operation Penguin foi o próximo jogo do  Madagascar a ser lançado no Game Boy Advance
O jogo recebeu críticas mistas, mas vendeu bem;  os críticos elogiaram seu humor e variedade de jogabilidade, mas criticaram seus gráficos e duração. Uma sequência, Madagascar: Escape 2 Africa, foi lançada em 4 de novembro de 2008..
O jogo recebeu críticas mistas, mas vendeu bem;  os críticos elogiaram seu humor e variedade de jogabilidade, mas criticaram seus gráficos e duração.  Uma sequência, Madagascar: Escape 2 Africa, foi lançada em 4 de novembro de 2008..

## Jogabilidade
O jogo consiste em uma lista de objetivos a serem cumpridos de acordo com o filme. Cada personagem tem uma função para os botões. Há cartões chamados Cartões do Poder. Quando o animal coleciona 3, desbloqueia uma habilidade. Nos níveis "Jungle Banquet" e "Back to the Beach", o jogador usa totens que lhe permitem escolher os personagens (Alex não está disponível no 9º nível, Back to the Beach).

## Enredo
Marty (Phil LaMarr) é uma zebra que mora no Zoológico do Central Park com seus amigos, o leão Alex (Wally Wingert), a hipopótama Glória (Bettina Bush), a girafa Melman (Stephen Stanton) e os pinguins Capitão(Tom McGrath), Kowalski (Chris Miller), Recruta (Chris Knights) e Rico. Porém Marty começa a achar que o zoológico estava levando os quatro amigos à loucura, e que devia voltar para a natureza. Naquela noite, Capitão decide sair do zoológico, e convida Marty para ir com ele, e lhe dá instruções sobre como sair despercebido.O pinguim, a fim de escapar, é forçado a abandonar Marty no processo, mas lhe dá mais instruções. Marty consegue escapar do caçador do zoológico e fugir.
Mais tarde Alex, Melman e Glória percebem que Marty se foi e concluem que ele escapou, e procuram-no em toda a cidade de Nova York. Eles encontram Marty na Estação Central , mas eles estão cercados por policiais que atiram tranquilizantes neles, deixando-os adormecidos. Eles ficam trancados em caixas a bordo de um navio de carga navegando para uma reserva de vida selvagem no Quênia. Até que Capitão e sua equipe de pinguins: Recruta, Rico e Kowalski também estão a bordo, e escapam de sua grade, seguem para a ponte onde eles batem no capitão adormecido e desviam o barco para a Antártida. Marty, Alex, Melman e Glória caem no oceano no processo. Quando Alex acorda em uma praia, acredita que estar no Zoológico de San Diego, na Califórnia, e encontra uma caixa aberta que pertence a Marty na praia, e conclui que os seus amigos estão lá também, e sai para encontrá-los. Na selva, ele ajuda a animais diferentes com as suas tarefas, e em troca eles dão-lhe pistas sobre seus amigos.
Ele finalmente se reúne com seus amigos, que vão procurar ajuda e encontram uma tribo inteira de lêmures que estão em uma festa. Os lêmures se escondem com a chegada dos animais, mas descobrem que não são perigosos,  se apresentam e explicam que a ilha é chamada de Madagascar, e, como eles falam, eles são atacados pelas fossas, os inimigos dos lêmures. Os animais protegem os lêmures, e, em seguida, começam a ajudá-los a arrecadar alimentos para uma um banquete: Alex ajuda Julien (Keith Ferguson) e Maurice (John Cothran Jr.) a coletar cebolas da caverna e cogumelos, além de guiar a mesma abelha rainha de "Mysterious Jungle" (Kat Cressida) a polinizar as flores, Melman ajuda Mort (Dee Bradley Baker), um pequeno e jovem lêmure, a proteger as nozes de baratas gigantes, Glória ajuda um javali chamado Wilbur (Também dublado por Stephen Stanton) esmagando melancias e protege uma plantação de cenouras de um bando de toupeiras, e Marty faz um desafio de pular mais longe que um sapo. Depois do banquete, , Glória descobre que Alex está agindo de forma estranha. Melman acredita que Alex contraiu algum tipo de doença, mas Glória diz que era porque o leão estava faminto, porque ele não comeu nada durante a festa, e diz para Melman para ir encontrar bife enquanto ela vai encontrar Marty. No entanto,  Melman falha na busca de bife, e reúne-se com Maurice, Gloria e Marty. Eles estranham totalmente a condição de Alex, e Maurice explica que Alex era um leão, e os leões comem outros animais(de onde vem o bife),  e Marty entende por que Alex tinha mordido seu traseiro. Assim os quatro ficam com um mau pressentimento e fogem para a praia. Wilbur, está apaixonado por Glória e diz que podia ajudar na reconstrução do farol de resgate. Glória fica tão feliz que diz que poderia até dar um beijo nele. Ele diz que há vários materiais na praia que eles podiam usar para reconstruir o farol, e que conhecia alguns lêmures que seriam capazes de encaixar as peças. Eles recolhem materiais suficientes para a baliza e, finalmente, um farol em forma de Estátua da Liberdade é construído. Glória agora tem que fazer o que ela prometeu e beijar Wilbur, mas ela diz para Melman fazer isso em vez dela (a cena em que Melman beija Wilbur é censurada).
Marty decide que não pode viver sem seu amigo Alex e decide voltar para ele. Assim, ele pergunta a Mort para a rota mais rápida até . Mort sugere que Marty deve tomar a "Trilha de Nenhuma Chance de Sobrevivência", e diz a Marty para encontrá-lo do outro lado. Ele milagrosamente sobrevive (apesar do nome da trilha) e encontra com Mort no final da trilha e depois de passar por uma série de cavernas, eles deslizam em um rio rápido. Eles vêem um redemoinho de água depois de salvar o pequeno lêmure do crocodilo branco. Mort diz que para chegar ao Alex, Marty deve saltar no redemoinho, mas Marty tem dúvidas. Para provar que ele está certo, Mort pula no redemoinho e Marty segue. Enquanto isso, no nível "Final Battle", Alex está escondido no covil das fossas, sentindo vergonha de si mesmo. Ele logo encontra algumas fossas e ele consegue lutar contra elas. Em seguida, ele encontra o Rei das Fossas(Fred Tatasciore) (o Rei Fossa não aparece no filme, foi criado especialmente para este jogo) e derrota-o. Marty cai de repente do penhasco e resgata Alex. Eles voltam para a praia, onde os pinguins, que viram o sinal de farol do navio, ancoraram seu navio,mas os pinguins não disseram aos animais uma notícia importante: o navio está sem combustível e é por isso que eles pararam em Madagascar.
Note: O verdadeiro nome do javali é Quigley, como visto nos créditos finais.

## Personagens jogáveis
- Alex (Jogável em King of N.Y,N.Y Street Chase, Mysterious Jungle, Save the lemurs,Jungle Banquet e Final Battle)
- Marty (Jogável em King of N.Y, Marty's Escape, Save the Lemurs, Jungle Banquet, Back to the Beach e Marty to the Rescue)
- Glória (Jogável em King of N.Y, N.Y Street Chase, Jungle Banquet, Coming of Age e Back to the Beach)
- Melman (Jogável em King of N.Y, N.Y Street Chase, Jungle Banquet, Coming of Age e Back to the Beach)
- Recruta (Jogável apenas em King of N.Y)
- Capitão (Jogável apenas em Penguin Mutiny)

## Chefões
- A Fuga do Marty (Marty's Escape) - Caçador
- A Revolta dos Pinguins (Penguin Mutiny) - Caçador
- Chegada da Idade (Coming of Age) - Alex
- Marty ao Resgate (Marty to the Rescue) - Crocodilo branco
- Batalha Final (Final Battle) - Rei Fossa

## Recepção
Madagascar recebeu críticas "mistas ou médias", de acordo com o review aggregator Metacritic. Embora tenha sido elogiado por sua jogabilidade simples e divertida, humor e variedade, foi criticado por seus gráficos de baixa qualidade, curta duração e falta de valor de repetição. Alex Navarro de GameSpot deu uma pontuação de 7 de 10, chamando-o de "uma aventura curta, mas cativante, que será imediatamente atraente para os jogadores adolescentes em sua casa, quer tenham visto ou não o filme. E se tiverem, melhor ainda.". Da mesma forma, IGN também atribui ao jogo uma nota 7 de 10, afirmando que "aqueles que procuram um bom jogo de plataformas voltado para crianças o encontrarão em Madagascar. Game Informer deu ao jogo 7/10, dizendo "a jogabilidade é simples, mas muito variada, o que por sua vez mantém a ação fresca e divertida". Revista oficial do PlayStation dos EUA afirmou que "no geral, a mecânica é boa, embora a câmera seja meio pesada. Mas, francamente, isso provavelmente não importará muito para o público-alvo."
O jogo vendeu mais de 1 milhão de cópias.

## Dubladores
| Personagem                            | Dublador(a)       |
| ------------------------------------- | ----------------- |
| Alex                                  | Wally Wingert     |
| Marty                                 | Phil LaMarr       |
| Gloria                                | Bettina Bush      |
| Melman e Wilbur Hog                   | Stephen Stanton   |
| Capitão                               | Tom McGrath       |
| Kowalski e outros                     | Chris Miller      |
| Recruta e outros                      | Chris Knights     |
| Rei Julien e outros                   | Keith Ferguson    |
| Mort e menino                         | Dee Bradley Baker |
| Maurice e motorista do SUV            | John Cothran Jr.  |
| Mason e outros                        | Conrad Vernon     |
| Lêmure e outros                       | John Kassir       |
| Lêmure, papagaio e outros             | Quinton Flynn     |
| Rei Fossa e outros                    | Fred Tatasciore   |
| Morcego e outros                      | André Sogliuzzo   |
| Camelo, sapo, avestruz                | Michael Bell      |
| Rinoceronte, Big Louie e policial     | Keith Szarabajka  |
| Crocodilo branco e outros             | Jim Meskimen      |
| Rainha Abelha e outros                | Laraine Newman    |
| Lêmure, menina e outros               | Kat Cressida      |
| Toupeira, pomba e tucano do zoológico | Bill Akey         |
| Caçador, faxineiro, policial          | Ken Bower         |